# Sunday Go to Meetin' Time
Pour plus de détails, voir Fiche technique et Distribution.
Sunday Go to Meetin' Time est un cartoon Merrie Melodies réalisé par Friz Freleng en 1936.